# John Watling
John Watling (auch George Watling) (* 17. Jahrhundert; † 1681 bei Arica in Chile) war ein englischer Pirat im 17. Jahrhundert.

## Leben
John Watling benutzte als Stützpunkt eine Insel der Bahamas, der er den Namen Watling Island gab. Dieser Name bestand bis 1925, dann wurde die Insel umbenannt in San Salvador, weil man in ihr die Insel vermutete, auf der Kolumbus nach seiner ersten Reise gelandet war. Die unter seinem Kapitänskommando auf den Chile vorgelagerten Juan-Fernández-Inseln erfolgte Zurücklassung eines Besatzungsmitgliedes, eines Indianers von der Miskitoküste, den man einfach vergessen hatte, inspirierte Defoe zu seinem Robinson-Roman. Als Watling 1681 die chilenische Stadt Arica angriff, fand er den Tod.
Man erzählte sich von ihm, dass er niemals am Sonntag plünderte und sogar seiner Mannschaft untersagte, sonntags Karten zu spielen.